# Коль, Антон Николаевич
Антон Николаевич Коль (укр. Антон Миколайович Коль, род. 1 июня 1990) — украинский пловец, призёр летних Паралимпийских игр. Мастер спорта Украины международного класса.

## Биография
Занимается плаванием в Днепропетровском региональном центре по физической культуре и спорту инвалидов «Инваспорт».
Бронзовый призёр Паралимпийских игр 2016 в Рио-де-Жанейро (50 м на спине, категория S1 и 100 м на спине, категория S1).
Серебряный и бронзовый призёр чемпионата мира 2013 года.
Серебряный и бронзовый призёр чемпионата Европы 2014 года.
Двукратный серебряный призёр чемпионата мира 2015 года.
Трехкратный бронзовый призёр (200 м вольным стилем, 100 м на спине, 50 м на спине) чемпионата Европы 2016 года.
Имеет диплом техника-строителя, несколько лет работал в этой сфере. Несколько домов в Днепре построены по проектам Антона.
Пользуется инвалидной коляской.

## Государственные награды
- Орден «За мужество» I степени (18 сентября 2024 года) — за достижение высоких спортивных результатов на ХVІІ летних Паралимпийских играх в городе Париже (Французская Республика), проявленную самоотверженность и волю к победе, утверждение международного авторитета Украины[2].
- Орден «За мужество» II степени (16 сентября 2021) — за значительный личный вклад в развитие паралимпийского движения, достижения высоких спортивных результатов на XVI летних Паралимпийских играх в городе Токио (Япония), проявленные самоотверженность и волю к победе, утверждение международного авторитета Украины[3].
- Орден «За мужество» III степени (4 октября 2016 года) — за достижение высоких спортивных результатов на XV летних Паралимпийских играх 2016 года в городе Рио-де-Жанейро (Федеративная Республика Бразилия), проявленные мужество, самоотдачу и волю к победе, утверждение международного авторитета Украины.